# Ihľany
Ihľany (em húngaro: Majorka; alemão: Maierhofen) é um município da Eslováquia, situada no distrito de Kežmarok, na região de Prešov. Tem 28,46 km² de área e sua população em 2018 foi estimada em 1.547 habitantes.

## Demografia
| Ano:        | 1994 | 2004    | 2014    | 2024   |
| ----------- | ---- | ------- | ------- | ------ |
| Broj ljudi: | 1154 | 1344    | 1498    | 1563   |
| Razlika:    |      | +16,46% | +11,45% | +4,33% |

| Ano:               | 2023 | 2024   |
| ------------------ | ---- | ------ |
| Número de pessoas: | 1556 | 1563   |
| Diferença:         |      | +0,44% |